# Primer Acto
Primer acto és una revista especialitzada dedicada al teatre fundada en el 1957 per José Monleón. Al llarg de més de mig segle ha estat una valuosa base de discussió per a la cultura, tant espanyola com llatinoamericana, i constituït una reflexió crítica entorn del fenomen teatral. Sempre atenta al discurs de la Història, pot considerar-se com un dels millors testimoniatges de l'estudi i l'anàlisi que l'ésser humà, a través del teatre i la seva expressió, ha exposat com a acte estètic i com a resposta social.
Des dels seus inicis cada número ha inclòs el text íntegre d'una obra inèdita i significativa, complementat amb crítiques i notes sobre l'autor, el text i la posada en escena, amb equilibrat estil editorial. El 2004 es va publicar un DVD amb els tres-cents primers números (sense els textos teatrals), editat pel Ministeri de Cultura d'Espanya, el Centre de Documentació Teatral i la pròpia revista Primer Acto i recollint, per tant, els materials elaborats entre 1957 i 2003.

## Director i editor
Malgrat la constant i sempre present voluntat coral i col·lectiva de la revista, és impossible minimitzar la importància de José Monleón, el seu director, crític teatral des de 1957, tant a Primer Acto como en Triunfo i des de 1982 a 1991 a Diario 16. Autor de nombroses obres d'assaig i alguns textos dramàtics, va ser nomenat catedràtic emèrit de sociologia del teatre de la RESAD. Membre fundador del Teatro Popular Español (1958), i deu anys després del Centre Dramàtic de Madrid. Fundador i director des de 1990 de la Fundació Institut Internacional del Teatre del Mediterrani. També ha dirigit el Festival de Mèrida entre 1984 i 1989, el de Teatre Medieval d'Elx (1994) i el Festival Internacional Madrid Sud, des de 1996.

## Nova etapa
En 2012, la revista va iniciar una nova fase, sempre sota la direcció de José Monleón, ajudat per Ignacio Amestoy, Manuel Aznar, Josep Maria Benet i Jornet, Elena M. Cuesta, José Díaz Satorre, Guillermo Heras, David Ladra, Carmen Losa, Ángel Martínez Roger, Juan Mayorga, Jaime Millas, Luis Molina, Ángela Monleón, Itziar Pascual i Marifé Santiago Bolaños. A més d'un cos internacional compost per: Roberto Cossa, Carlos Ianni i Héctor Oliboni (a Argentina). Antunes Filho, Sebastiao Milaré i André Carreira (a Brasil). Carlos José Reyes, Víctor Viviescas i Sandro Romero (a Colòmbia). Marco Antonio de la Parra i Soledad Lagos (a Xile). Arístides Vargas i Santiago Roldós (a Equador). Irene Sadowska (França). Elarbi El Harti (Marroc). Jaime Chabaud i Leticia García (a Mèxic). Miguel Rubio i Luis Peirano (a Perú). Raja Farhat (Tunísia). Maurizio Rosencoff i Raquel Diana (a Uruguai). I Héctor Manrique i Leonardo Azparren (a Veneçuela).
En la seva definició de principis, la revista insisteix que entén el teatre "com un espai en el qual convocar les contradiccions, manques i esperances democràtiques de la societat dels nostres dies, més enllà de la protesta o l'acceptació, i per a aprofundir en el pensament social i personal, aportant els elements ètics i estètics del gran teatre".
Entre els nous padrins de la revista sobresurten la Reial Escola Superior d'Art Dramàtic de Madrid, aportant la seva xarxa internacional, i la Fundación Cultura de Paz. Federico Mayor Zaragoza va ser elegit com a primer president del Comitè d'Honor, acompanyat també per l'escriptora de Mali Aminata Dramane Traoré.
El juliol i desembre de 2012, com a part dels objectius de la seva nova etapa, es van publicar a més dos números dobles d'un total de 600 pàgines, entorn dels temes "La justícia en el teatre" i "La veu del 99% en el teatre".